# Karolinka (Wilno)
Karolinka (lit. Karoliniškių seniūnija, Karoliniškės) – prawobrzeżna  dzielnica administracyjna Wilna; osiedle mieszkaniowe (1971), wieża telewizyjna (1981).